# 1673 van Houten
1673 van Houten è un asteroide della fascia principale. Scoperto nel 1937, presenta un'orbita caratterizzata da un semiasse maggiore pari a 3,0995096 au e da un'eccentricità di 0,1813774, inclinata di 3,59048° rispetto all'eclittica.
L'asteroide è dedicato all'astronomo olandese Cornelis Johannes van Houten.